# هرسین
هَرسین  یکی از شهرهای استان کرمانشاه و مرکز شهرستان هرسین است که با ارتفاع ۱,۵۷۰ متر، در منطقه‌ای کوه‌پایه‌ای، در ۳۸۵ کیلومتری جنوب غربی تهران و ۴۷ کیلومتری شرق کرمانشاه، در دامنۀ جنوبی کوه شیرز، و در واقع دروازه ی اتصال استان کرمانشاه به استان لرستان و شهرستان  نورآباد دلفان است.

لباس سنتی زن‌ها و مردهای هرسین، موزه مردم‌شناسی کرمانشاه

شهر هرسین با جمعیت ۴۴٬۱۴۶ نفر در سال ۱۳۹۵ در بخش مرکزی شهرستان هرسین واقع شده‌است. این شهر در ۴۴ کیلومتری خاور کرمانشاه قرار دارد.

## وجه تسمیه
کیومرث رحیمی در کتاب «هرسین در گستره تاریخ» نام هرسین را برگرفته از نام سین، ایزدبانوی ماه در اساطیر بابلی می‌داند. سین همچنین نام معبدی برای همین ایزدبانو بوده که توسط نبونعید در اطراف حران ساخته شده‌است. واژه سین همچنین به عنوان پسوند در نام پادشاهان سلسله نی سن سومر و پادشاهان خاندان اور به کار رفته‌است.
در سطر ۶۲ ستون دوم ستون سنگی آشوری روستای نجف‌آباد از شهری مادنشین به نام حَرزیَنو (در متن: URU Ḫa-ar-zi-a-ni) در کنار دیگر شاهک‌نشین‌های ماد یاد شده و آمده که سارگون از شاهک آن که زَردوکَ (در متن: mZa-ar-du-ka-a) نام داشته‌است، باج و خراج ستانده‌است. در دو فهرست دیگر از شاهک‌نشین‌های مقهور آشور نیز به این دو نام اشاره شده‌است. یکی در فهرست شاهکان مادی که هنگام لشکرکشی بزرگ هشتم سارگون به سال ۷۱۴ ق م به ماد و مانا و اورارتو نسبت به او ابراز وفاداری کردند، در سطر ۴۹ از نبشتهٔ یادمانی سارگون معروف به «نامه به خدای آشور» از شهر حَرزیَنو (در متن: URU Ḫa-ar-zi-a-nu) و شاهک آن زَردوکو (در متن: mZa-ar-du-uk-ku) یاد شده‌است. دومی نیز در فهرستی از شاهکان مادی که در پایان لشکرکشی سال ۷۱۳ پ م نسبت به پادشاه آشوری اظهار تابعیت کردند، از شاهک نشین حَرزیَنو (در متن: KUR Ḫa-ar-zi-a-nu) و شاهک آن زَ/حَردوکَ (در متن: mZ/Ḫa-ar-duk-ka) یاد شده‌است. ارنست امیل هرتسفلد معتقد بود حَرزیَنو جایی در ماد غربی در استان کرمانشاه امروزی و هم‌پهلو با شاهراه خراسان بزرگ قرار داشته‌است و مهرداد ملک‌زاده با پژوهش بر روی این فرض، معتقد است که زردوکَ (Zṛd-uka-*) نامی مادی و احتمالاً به معنی دلیر و دلدار است، و حَرزیَنو همان هرسین امروزی است و این شهر نزدیک به ۳ هزار سال است که بدین نام خوانده می‌شود.

## تاریخچه
شهرستان هرسین یکی از شهرهای بسیار قدیمی ایران و یکی از نخستین سکونتگاه‌های انسان های نخستین است، شهرستان هرسین در استان کرمانشاه با قدمتی ۱۱ هزار ساله، یکی از نخستین سکونتگاه‌های انسان در دوره نوسنگی است.

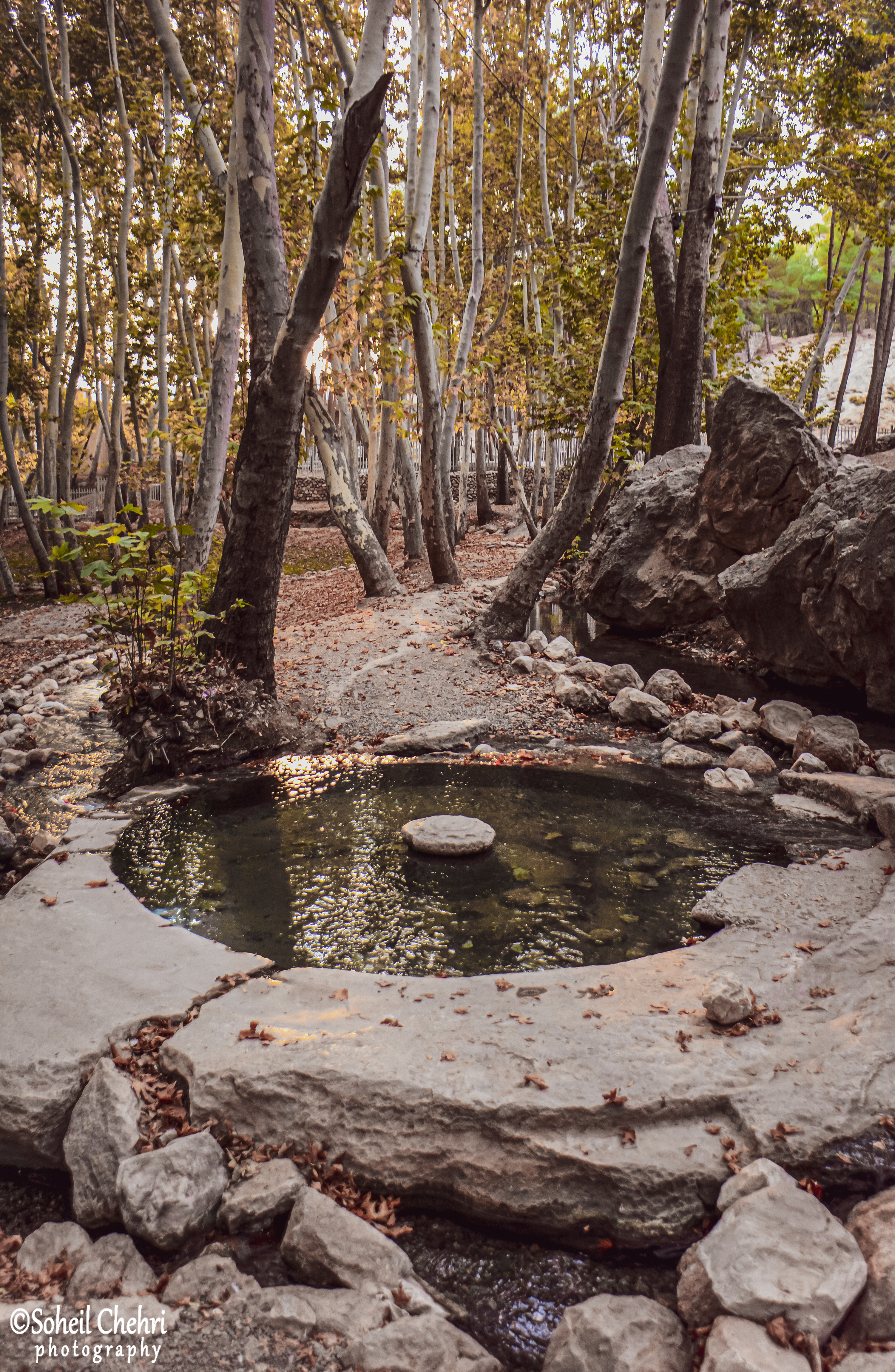
ساعت حوض سنگی هرسین که در زمان ساسانیان ساخته شده است.

در کتاب‌های تاریخ گزیده و نزهت القلوب سنه ۷۴۰ ه‍.ق از هرسین و الشتر که از مناطق اصلی لک‌ها هستند به‌عنوان دو شهر از ۱۶ ولایت کردستان یاد شده و به توصیف آنها پرداخته‌است.
در دوره قاجاریه نیابت این محل با امین‌الرعایا و فرزندان او بوده است. این ناحیه در سال‌های اخیر به شهرستان تبدیل شده است.

## جغرافیا
این شهر در ۴۴ کیلومتری خاور کرمانشاه قرار دارد و ارتفاع آن از سطح دریا ۱۵۸۲ متر است. فاصلهٔ هرسین از تهران ۵۶۶ کیلومتر است. طول جغرافیایی هرسین ۴۷ درجه و ۳۵ دقیقه و عرض جغرافیایی آن ۳۴ درجه و ۱۶ دقیقه نسبت به نصف النهار گرینویچ است.

### آب و هوا
هرسین زمستان‌هایی نسبتاً سرد و تابستان‌هایی گرم (در دو ماه اوّل) دارد. فصل بهار معمولاً کوتاه و زودگذر است و سرما معمولاً از آذر آغاز شده و تا اسفند ادامه دارد. حداکثر دما در تابستان گاه به ۴۰ درجه سانتیگراد یا بیشتر و حداقل آن در زمستان به ۱۵ درجه زیر صفر می‌رسد.

## مردم

### زبان
مردم هرسین به گویش لکی صحبت میکنند.
مذهب
مذهب مردم هرسین شیعه است و اقلیتی از پیروان یارسان، نیز در شهر زندگی می‌کنند.

## فرهنگ

### سالن‌های سینما
هرسین دارای یک سینما به نام سینما انقلاب است که ۱۲۰۰ متر مربع زیربنا و ۸۰۰ صندلی ظرفیت دارد. این سینما از سال ۱۳۹۵ به دلیل آتش‌سوزی تعطیل شده‌است.

## شبکه بهداشت و بیمارستان
بیمارستان شهدای هرسین از مراکز درمانی دولتی زیرمجموعه شبکه بهداشت هرسین و دانشگاه علوم‌پزشکی کرمانشاه است. این بیمارستان در سال ۱۳۸۳ افتتاح شد که باعث شده مردم این شهرستان جهت امور درمانی کمتر به مراکز استانی مراجعه کنند. در حال حاضر این مرکز دارای پزشکان متخصص در زمینه های جراحی عمومی، زنان، ارتوپدی، رادیولوژی، داخلی، عفونی، قلب، بیهوشی و... است. این بیمارستان همچنین دارای دو اتاق عمل فعال، ۶ تخت  بخش مراقبت‌های ویژه و ۶ تخت بخش مراقبت‌های ویژه قلبی و بخشهای مجزای زایشگاه، زنان و مردان است. در همه‌گیری کووید-۱۹ کمکهای شایانی به بیماران در این مرکز انجام شد.

## آثار تاریخی
- گوردخمه اسحاق‌وند
- تاق سنگی
- قلعه هرسین
- تپه قلعه دزدبر هرسین
- سنگ نبشته بیستون
- خرابه‌های دوره ساسانی هرسین
- رده:آثار دوره هخامنشیان در شهرستان هرسین
- دروازه ساسانیان
- ساعت سنگی ساسانیان
- قلعه سرماج در چمچمال روستای سرماج

## مراکز آموزش عالی
- مرکز آموزش فنی و حرفه ای شهرستان هرسین
- دانشگاه آزاد اسلامی واحد هرسین
- دانشگاه پیام نور واحد هرسین

### کتابشناسی
- کیومرث رحیمی (۱۳۷۹)، هرسین در گستره تاریخ، کرمانشاه: مؤسسه فرهنگی هنری کوثر، ص. ۲۲۰، شابک ۹۶۴-۹۲۲۶۸-۸-۵